# Burghild Wieczorek
Burghild Wieczorek z domu Neumann (ur. 4 maja 1943 w Dessau, zm. 28 listopada 2016 w Jenie) – niemiecka lekkoatletka reprezentująca Niemiecką Republikę Demokratyczną, specjalistka skoku w dal, olimpijka z 1968.

## Kariera sportowa
Zajęła 4. miejsce w skoku w dal w finale Pucharu Europy w 1965 w Kassel. Na mistrzostwach Europy w 1966 w Budapeszcie zajęła 9. miejsce w tej konkurencji. 
Na igrzyskach olimpijskich w 1968 w Meksyku zajęła 4. miejsce w skoku w dal. Również 4. miejsce zajęła na halowych mistrzostwach Europy w 1970 w Wiedniu.
Była mistrzynią NRD w skoku w dal w 1966, wicemistrzynią w 1960, 1965 i 1968 oraz brązową medalistką w 1969. W sztafecie 4 × 100 metrów zdobyła brązowy w 1968. W hali była mistrzynią NRD w skoku w dal w 1965, 1966 i 1970.
21 lipca 1968 w Sokolovie ustanowiła rekord NRD w skoku w dal osiągając odległość 6,57 m, poprawiając rekord ustanowiony podczas tych samych zawodów przez Bärbel Löhnert. Był to najlepszy wynik w jej karierze.